# Sörsjön (Kvillinge socken, Östergötland)
Sörsjön är en sjö i Norrköpings kommun i Östergötland och ingår i Kilaån-Motala ströms kustområde.